# Liên đoàn bóng đá Tunisia
Liên đoàn bóng đá Tunisia (tiếng Pháp: Fédération tunisienne de football; tiếng Ả Rập: الجامعة التونسية لكرة القدم) là tổ chức quản lý, điều hành các hoạt động bóng đá ở Tunisia. Liên đoàn quản lý đội tuyển bóng đá quốc gia Tunisia, tổ chức các giải bóng đá như vô địch quốc gia và cúp quốc gia. Liên đoàn bóng đá Tunisia gia nhập FIFA và CAF cùng năm 1960.